# Sorbisches Siedlungsgebiet

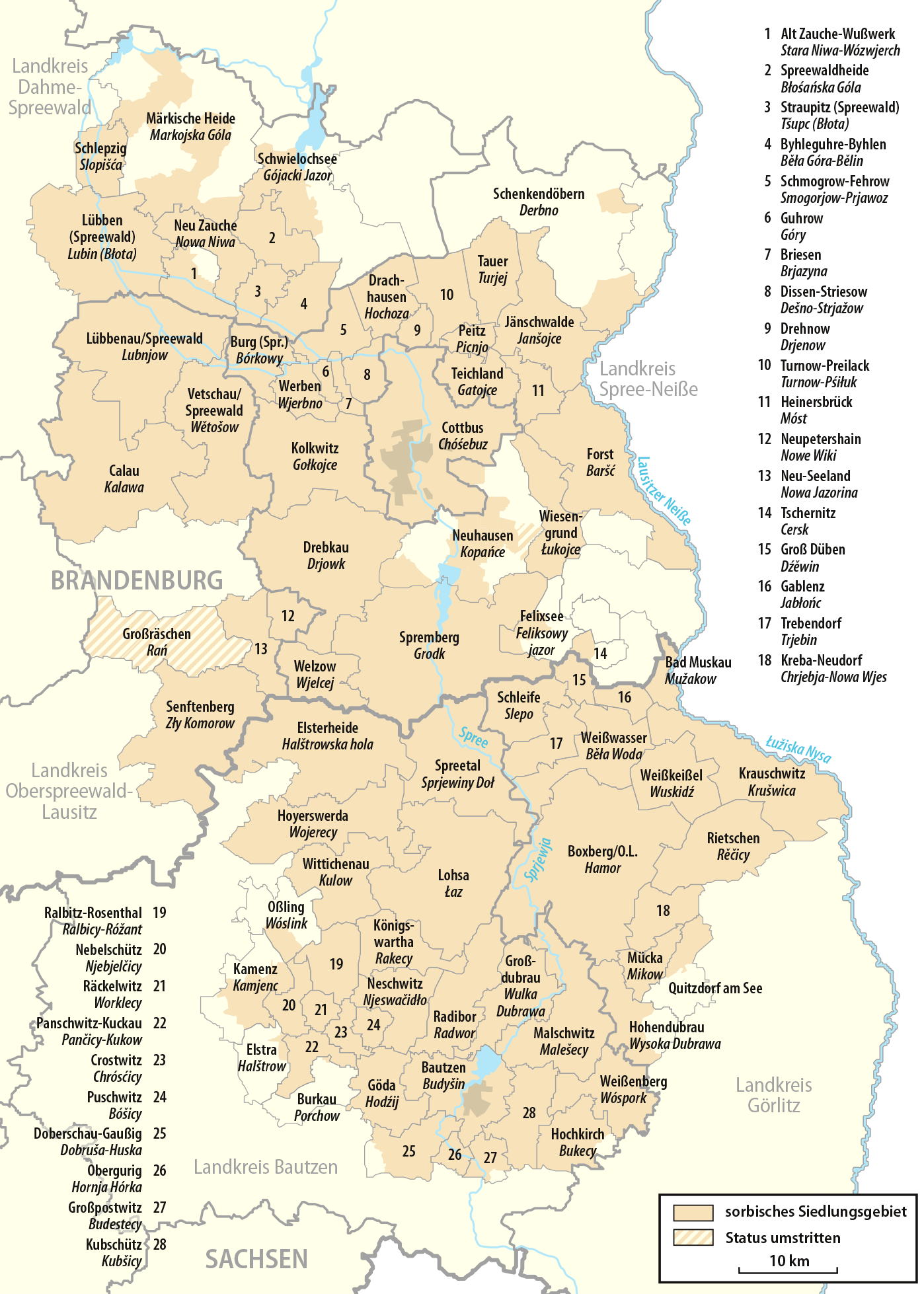
Das amtlich anerkannte Siedlungsgebiet der Sorben (Stand 2018)

Als Sorbisches Siedlungsgebiet (in Brandenburg amtlich Siedlungsgebiet der Sorben/Wenden; niedersorbisch Serbski sedleński rum, obersorbisch Serbski sydlenski rum) wird allgemein jener Raum im Osten Sachsens und Süden Brandenburgs bezeichnet, in dem das westslawische Volk der Sorben (in Brandenburg auch als Wenden bezeichnet) autochthon ist.
Umgangssprachlich wird das Siedlungsgebiet der Sorben auch als Sorbenland bezeichnet; vor 1945 war – teils abwertend – auch der Begriff Wendei in Gebrauch.
Dieses Gebiet ist in den vergangenen Jahrhunderten infolge von Assimilation, Germanisierung und Inanspruchnahme durch Braunkohletagebau beständig geschrumpft, vor allem jedoch sind die Sorbischsprecher seit dem 19. Jahrhundert aus der Position einer Bevölkerungsmehrheit kommend zur Minderheit in diesem Gebiet geworden. Zudem ist das Bekenntnis zum sorbischen Volk nach Bundes- und Landesgesetzen frei und darf nicht nachgeprüft werden, zum Beispiel durch Volkszählungen. Daher gibt es sehr verschiedene Ansätze zur Abgrenzung. Bekennende Sorben oder Sorbischsprachige stellen in den meisten Gemeinden dieses Gebietes nicht die Bevölkerungsmehrheit, sondern eine – teils sehr kleine – Minderheit.

## Offiziell anerkanntes Siedlungsgebiet
Das offiziell anerkannte, sogenannte „angestammte Siedlungsgebiet“ ist in Landesgesetzen bzw. -verordnungen der Länder Sachsen und Brandenburg definiert. Für den Freistaat ist das Gebiet durch das Gesetz über die Rechte der Sorben im Freistaat Sachsen (kurz Sächsisches Sorbengesetz) dauerhaft festgelegt. Die Grenzziehung basiert zum Großteil noch auf den Statistiken Arnošt Mukas aus den 1880er Jahren. Diese Praxis entspricht dem Anspruch, das Siedlungsgebiet bewahren und schützen zu wollen, obwohl sich gerade im östlichen Teil (Landkreis Görlitz) Orte innerhalb des Siedlungsgebietes befinden, in denen die sorbische Sprache im Alltag de facto kaum noch präsent ist.
Im Gegensatz dazu forderte das brandenburgische Gesetz über die Ausgestaltung der Rechte der Sorben/Wenden im Land Brandenburg (kurz Sorben/Wenden-Gesetz) bis zur Novellierung 2014 von jenen Gemeinden, die sich zum Siedlungsgebiet gehörig fühlen, den Nachweis einer „kontinuierlichen sprachlichen und kulturellen sorbischen (wendischen) Tradition bis zur Gegenwart“. Diese Regelung wurde von sorbischen Vertretern und Minderheitenrechtlern unter anderem deswegen kritisiert, weil sie einerseits das Wohlwollen der Gemeinde, also den politischen Willen zur Förderung des Sorbischen, voraussetzt und sich andererseits der Nachweis vor allem einer kontinuierlichen sprachlichen Tradition aufgrund der in der Vergangenheit in Preußen sehr viel strikter durchgeführten Assimilierungspolitik und Unterdrückung der Sorben/Wenden in vielen Fällen schwierig gestaltet. Nunmehr genügt der Nachweis sprachlicher oder kultureller Tradition; den Beitritt zum Siedlungsgebiet kann auch der Rat für sorbische/wendische Angelegenheiten beantragen.

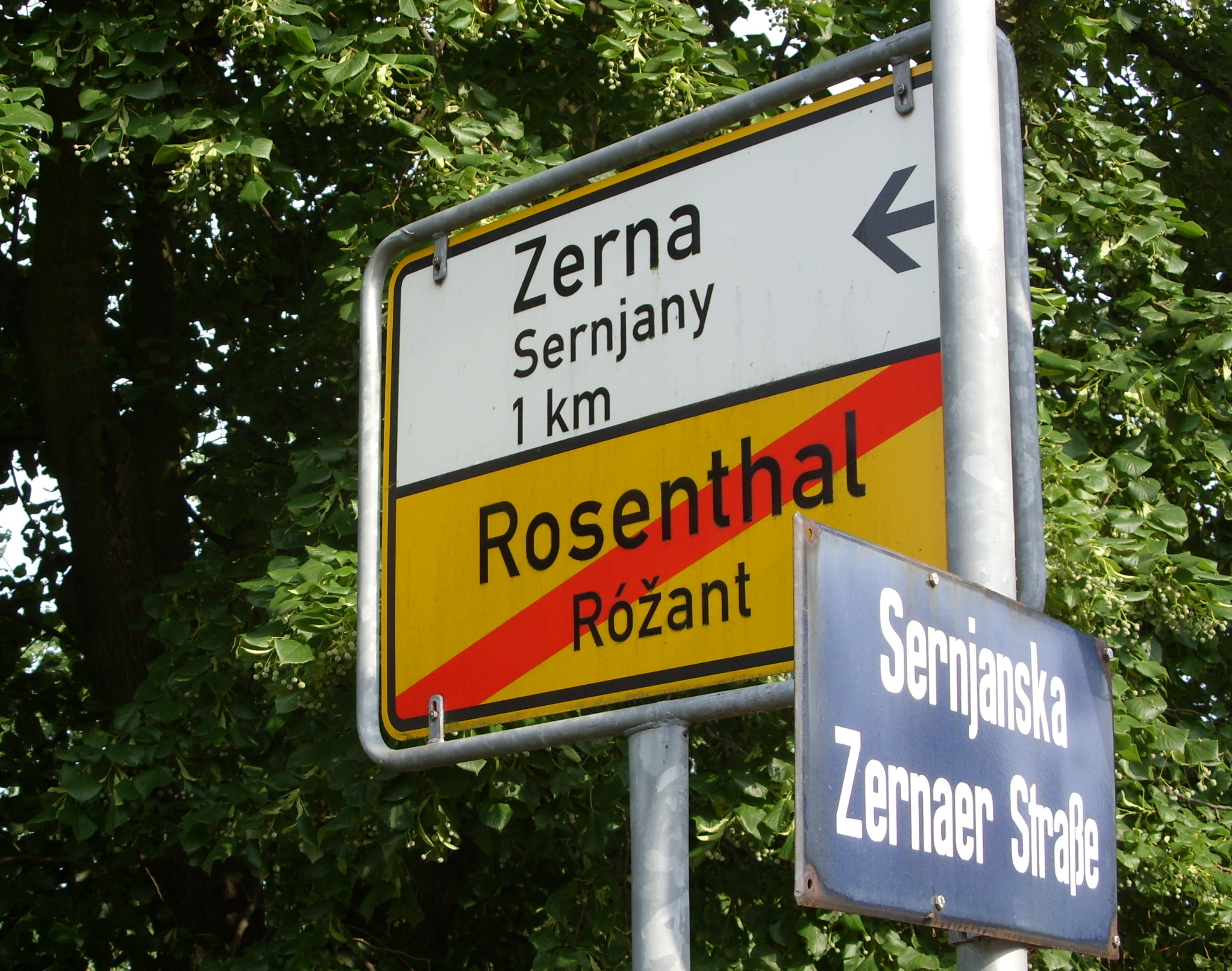
Zweisprachiges Ortsschild (Sorbisch unten) und Straßenschild (Sorbisch oben)

Die Gemeinden und Vereine des Siedlungsgebietes sind zuständig für die Förderung und Entwicklung sorbischer Sprache und Kultur, zum Beispiel durch zweisprachige Straßenbeschilderungen, Gebäudebeschilderungen und die Präsenz des Sorbischen in der Öffentlichkeit. Zweisprachige Internetseiten sollten folgen. Zweisprachige Ortsschilder und Wegweiser sind bereits vorgeschrieben. Allerdings werden in der Praxis diese Vorgaben, abgesehen vom Kernsiedlungsgebiet (siehe unten), nicht konsequent umgesetzt. In Brandenburg tragen Gemeinden im Siedlungsgebiet seit Inkrafttreten des neuen Sorben/Wenden-Gesetzes 2014 offiziell einen deutsch-niedersorbischen Doppelnamen als einzige amtlich zulässige Bezeichnung.

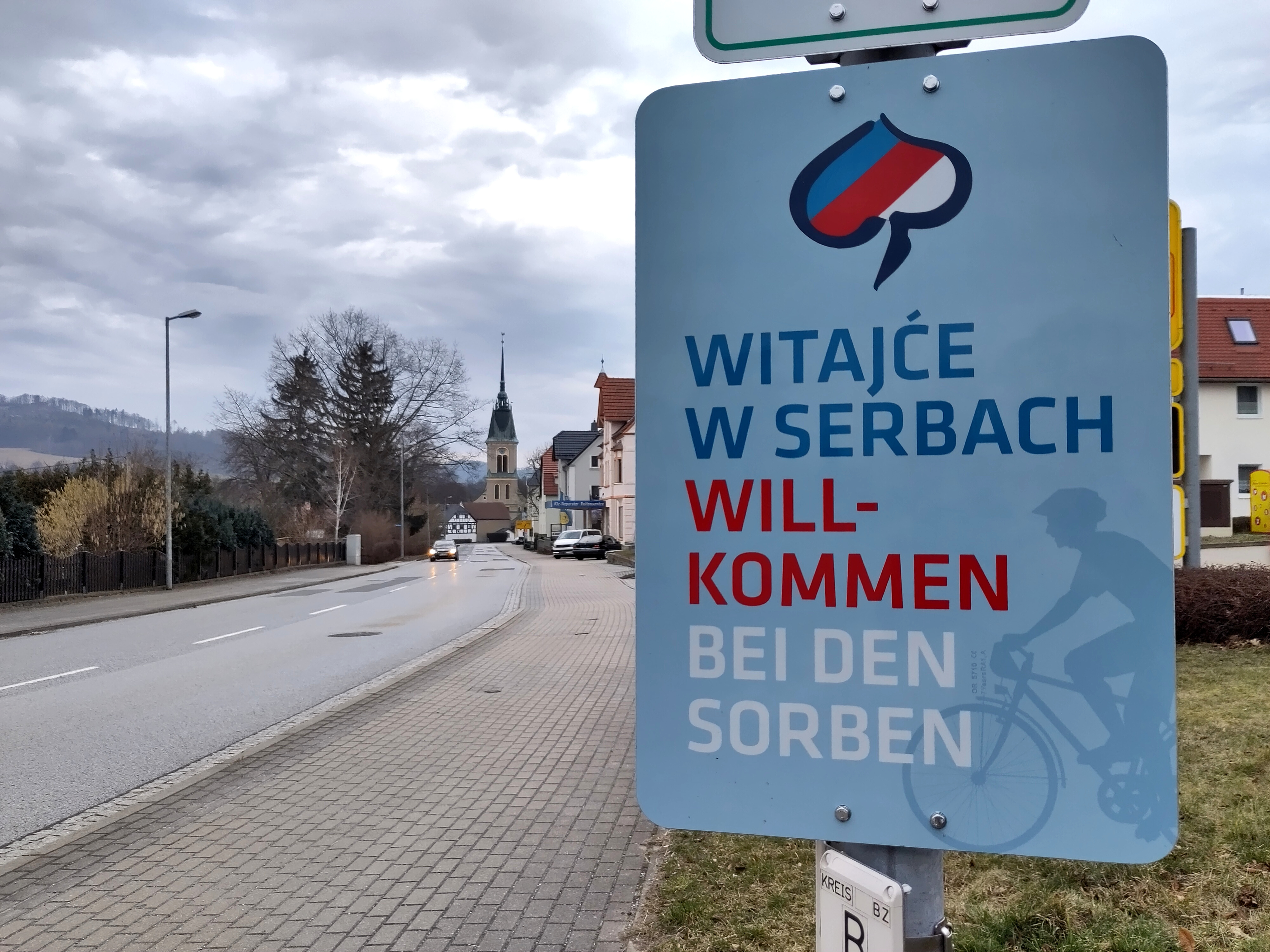
Willkommensschild in Großpostwitz am Südrand des offiziellen Siedlungsgebietes

Das Gebiet umfasst derzeit folgende Gemeinden und Gemeindeteile:
- im Freistaat Sachsen:
  - Landkreis Bautzen (28 von 59 Gemeinden): Bautzen/Budyšin, Burkau (nur Neuhof/Nowy Dwór), Crostwitz/Chrósćicy, Doberschau-Gaußig/Dobruša-Huska (außer Cossern und Naundorf), Elsterheide/Halštrowska Hola, Elstra (nur Kriepitz/Krěpjecy), Göda/Hodźij, Großdubrau/Wulka Dubrawa, Großpostwitz/Budestecy (außer Eulowitz), Hochkirch/Bukecy (außer Breitendorf), Hoyerswerda/Wojerecy, Kamenz/Kamjenc (Deutschbaselitz/Němske Pazlicy, Jesau/Jěžow, Kamenz/Kamjenc, Thonberg/Hlinowc, Wiesa/Brěznja), Königswartha/Rakecy, Kubschütz/Kubšicy, Lohsa/Łaz, Malschwitz/Malešecy, Nebelschütz/Njebjelčicy, Neschwitz/Njeswačidło, Obergurig/Hornja Hórka, Oßling (nur Milstrich/Jitro), Panschwitz-Kuckau/Pančicy-Kukow, Puschwitz/Bóšicy, Räckelwitz/Worklecy, Radibor/Radwor, Ralbitz-Rosenthal/Ralbicy-Róžant, Spreetal/Sprjewiny Doł, Weißenberg/Wóspork und Wittichenau/Kulow
  - Landkreis Görlitz (14 von 53 Gemeinden): Bad Muskau/Mužakow, Boxberg/Hamor, Gablenz/Jabłońc, Groß Düben/Dźěwin, Hohendubrau/Wysoka Dubrawa (außer Groß Radisch, Jerchwitz, Thräna), Krauschwitz/Krušwica, Kreba-Neudorf/Chrjebja-Nowa Wjes, Mücka/Mikow, Quitzdorf am See (nur Horscha/Hóršow und Petershain/Hóznica), Rietschen/Rěčicy, Schleife/Slepo, Trebendorf/Trjebin, Weißkeißel/Wuskidź und Weißwasser/Běła Woda[3]

- im Land Brandenburg:[4]
  - Stadt Cottbus/Chóśebuz
  - Landkreis Spree-Neiße (24 von 29 Gemeinden): Burg/Bórkowy, Briesen/Brjazyna, Dissen-Striesow/Dešno-Strjažow, Drachhausen/Hochoza, Drebkau/Drjowk, Drehnow/Drjenow, Felixsee/Feliksowy Jazor (Ortsteile Bloischdorf/Błobošojce und Klein Loitz/Łojojc), Forst/Baršć, Guhrow/Góry, Heinersbrück/Móst, Jänschwalde/Janšojce, Kolkwitz/Gołkojce, Neuhausen/Kopańce (Ortsteile Bagenz/Bageńc, Gablenz/Jabłoń, Groß Döbbern/Wjelike Dobrynje, Haasow/Hažow, Komptendorf/Górjenow, Koppatz/Kopac, Laubsdorf/Libanojce, Neuhausen/Kopańce, Roggosen/Rogozno), Peitz/Picnjo, Schenkendöbern/Derbno (Ortsteile Grano/Granow, Kerkwitz/Keŕkojce, Groß Gastrose/Wjeliki Gósćeraz, Taubendorf/Dubojce), Schmogrow-Fehrow/Smogorjow-Prjawoz, Spremberg/Grodk, Tauer/Turjej, Teichland/Gatojce, Tschernitz/Cersk (Ortsteil Wolfshain/Śisej), Turnow-Preilack/Turnow-Pśiłuk, Welzow/Wjelcej, Werben/Wjerbno und Wiesengrund/Łukojce
  - Landkreis Dahme-Spreewald (9 von 37 Gemeinden): Alt Zauche-Wußwerk/Stara Niwa-Wózwjerch (Ortsteil Alt Zauche/Stara Niwa), Byhleguhre-Byhlen/Běła Góra-Bělin, Lübben/Lubin, Märkische Heide/Markojska Góla (Ortsteile Biebersdorf/Njacyna, Dollgen/Dołgi, Groß Leuthen/Lutol, Klein Leine/Małe Linje, Kuschkow/Kuškow und Pretschen/Mrocna), Neu Zauche/Nowa Niwa, Schlepzig/Slopišća, Schwielochsee/Gójacki Jazor (Ortsteile Goyatz/Gójac und Mochow/Mochow), Spreewaldheide/Błośańska Góla und Straupitz/Tšupc
  - Landkreis Oberspreewald-Lausitz (6 von 25 Gemeinden): Calau/Kalawa, Lübbenau/Lubnjow, Neupetershain/Nowe Wiki, Neu-Seeland/Nowa Jazorina, Senftenberg/Zły Komorow,[5] Vetschau/Wětošow[6]
  - Folgende Gemeinden bzw. Ortsteile im Land Brandenburg zählen nach Auffassung von Landtag und Landesregierung seit 2016 zum amtlichen Siedlungsgebiet, haben jedoch gegen ihre Aufnahme geklagt: Großräschen/Rań und Neiße-Malxetal/Dolina Nyse a Małkse (Ortsteile Groß Kölzig/Wjeliki Kólsk und Klein Kölzig/Mały Kólsk)[6]

Im Jahr 2023 entschied das Verwaltungsgericht Cottbus in mehreren Verfahren über die Zugehörigkeit der gegen die Aufnahme klagenden Gemeinden zum sorbischen Siedlungsgebiet. Folgende Gemeinden bzw. Ortsteile im Land Brandenburg zählen demnach nicht zum amtlichen Siedlungsgebiet: Alt Zauche-Wußwerk/Stara Niwa-Wózwjerch (Ortsteil Wußwerk), Döbern/Derbno, Felixsee/Feliksowy Jazor (restliche Ortsteile), Märkische Heide/Markojska Góla (restliche Ortsteile), Neuhausen/Kopańce (restliche Ortsteile), Schenkendöbern/Derbno (restliche Ortsteile), Schwielochsee/Gójacki Jazor (restliche Ortsteile) und Tschernitz/Cersk (Ortsteil Tschernitz).

## Historisches Siedlungsgebiet

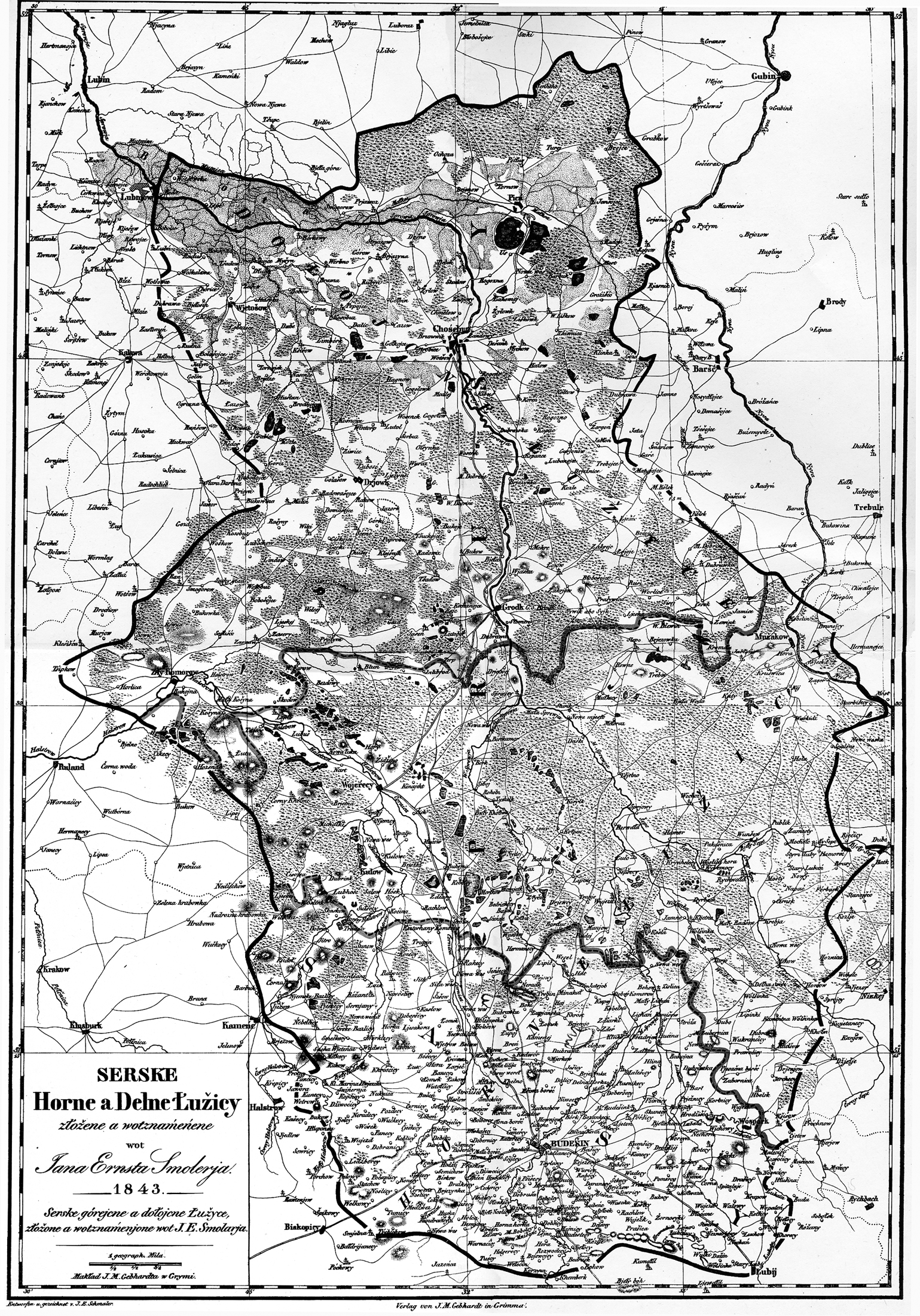
Siedlungsgebiet nach Smoler 1843. Muka ermittelt in detaillierterer Recherche 40 Jahre später eine größere Ausdehnung.

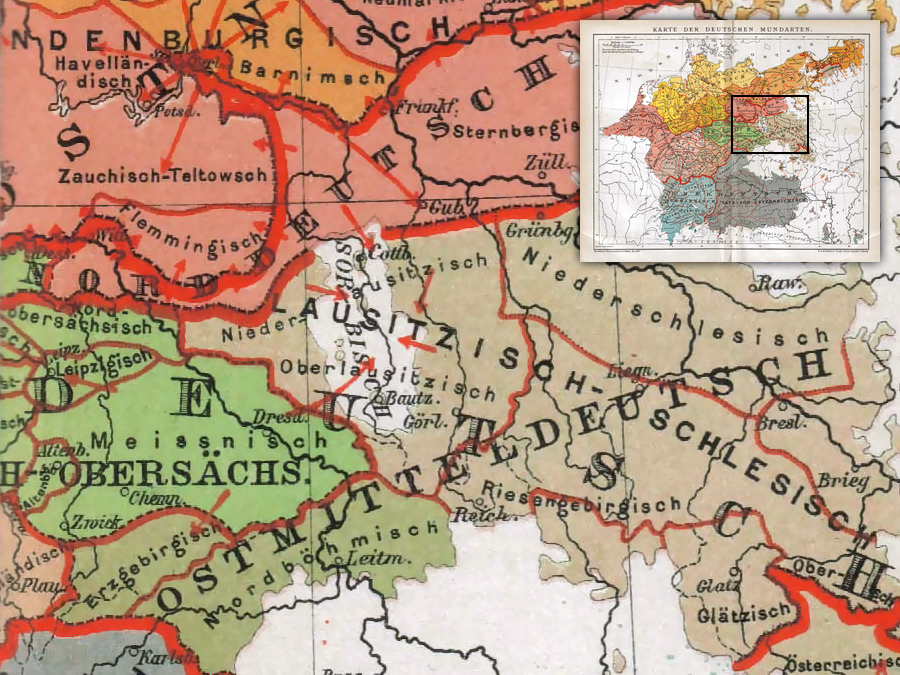
Ausschnitt aus der „Karte der deutschen Mundarten“ (Brockhaus Konversations-Lexikon, 1894): Die sorbische Sprachinsel war vom restlichen slawischen Sprachgebiet getrennt; nur in den Städten (Bautzen, Spremberg und Cottbus entlang der Spree sowie Hoyerswerda und Wittichenau westlich davon) war das Deutsche vorherrschend.

Je nachdem, welche historischen westslawischen Völker man zur sorbischen Gruppe zählt und welches Jahrhundert man betrachtet, gibt es unterschiedliche Möglichkeiten, das historische Siedlungsgebiet zu beschreiben. Bekannt ist, dass sich Martin Luther im frühen 16. Jahrhundert abwertend über die sorbische Bevölkerung in den Dörfern rund um Wittenberg äußerte. Ein weiterer Anhaltspunkt sind Sprachverbote in einzelnen Städten, so z. B. 1327 in Leipzig, 1377 in Altenburg, Zwickau und Chemnitz, welche die Existenz des Sorbischen in diesen Orten bezeugen. Im Nordosten grenzte das Gebiet nahtlos an das Siedlungsgebiet der Polen (bei Crossen und Sorau). Auch in einigen Dörfern am rechten Ufer von Bober und Oder wurde bis ins 17. Jahrhundert noch Sorbisch gesprochen. Jedenfalls sind Ortsnamen wie Dresden, Leipzig, Meißen, Chemnitz oder Torgau allesamt sorbischer Herkunft.
Die ersten systematischen Untersuchungen über die Größe des sorbischen Siedlungsgebietes wurden im 19. Jahrhundert von Jan Arnošt Smoler (1843) und detaillierter von Arnošt Muka (1884/85) durchgeführt. Während Smolers Interesse vor allem auf der Sammlung von Folklore lag, durchwanderte Muka die Dörfer der Ober- und Niederlausitz, um sich über den Stand der Sprache in den einzelnen Orten zu informieren. Neben einer detaillierten Statistik liegen auch umfangreiche Berichte von Gesprächen mit den Einwohnern der besuchten Orte vor. Insgesamt kam Muka auf eine Zahl von etwa 166.000 Sorben; gleichzeitig beschrieb er jedoch auch die rasante Germanisierung sorbischer Orte, insbesondere in der Niederlausitz.

## Kernsiedlungsgebiet
Als sorbisches „Kernland“ wird heute meist jenes Gebiet gesehen, in dem die sorbische Sprache bis heute Alltagssprache und fest in der Bevölkerung verankert ist.
Das ist in der Oberlausitz das vorwiegend katholische Dreieck zwischen den Städten Bautzen, Kamenz und Hoyerswerda, im engeren Sinne die fünf Gemeinden am Klosterwasser sowie die Gemeinde Radibor. In diesen Gebieten sprechen über die Hälfte der Einwohner Obersorbisch. Auch Teile der Gemeinden Göda, Neschwitz, Puschwitz und der Stadt Wittichenau gehören zum obersorbischen Kernsiedlungsgebiet; in diesen Gemeinden finden sich etwa ein Drittel Sorben.
In der Niederlausitz ließe sich der Begriff am ehesten auf die Gemeinden nördlich von Cottbus anwenden (z. B. Drachhausen, Dissen-Striesow, Jänschwalde). Allerdings ist die dort vorzufindende niedersorbische Sprache im Alltag weit weniger präsent und die Gemeinden mit den höchsten Anteilen niedersorbischsprachiger Bevölkerung weisen lediglich 15 bis 30 Prozent Sorben auf.